# ارد دوم
اُرُد دوم یا ورُد دوم (اشک سیزدهم) سیزدهمین شاه ایران از خاندان اشکانی است. وی از سال ۵۵ تا ۳۷ پیش از میلاد سلطنت کرد. به عقیدهٔ بسیاری از مورخان در زمان او شاهنشاهی اشکانی به اوج عظمت خود رسید. بسیاری از معاصران آن زمان ایران را بسیار مقتدرتر از امپراتوری روم می‌دانستند. در زمان شاهی ارد دوم سرزمین‌های بسیاری (از جمله سوریه، جنوب و غرب ترکیه، یهودیه و ...) به قلمرو اشکانیان اضافه شد، ولی پس از مرگ سپهبد سورنا و نیز ضعف سازمانی ارتش نتوانستند مناطق فتح شده را حفظ کنند. مهمترین پیش‌آمد در زمان پادشاهی ارد دوم جنگ‌های متعدد با رومیان و به خصوص نبرد حران (Carrhae) است.
اُرد همچنین پایتخت ایران را از شهر صددروازه به تیسفون که در برابر سلوکیه ساخته شده بود، منتقل کرد و تیسفون تا زمان حملهٔ حمله اعراب به ایران پایتخت ایران بود.
در تاریخ ۵۳ پیش از میلاد کراسوس کنسول و سردار مشهور رومی به خیال تصرف مشرق‌زمین و تسلط دوباره غرب بر تمدن و منابع شرق و به دست آوردن افتخار همچون اسکندر مقدونی به قصد تصرف ارمنستان و سلوکیه، وارد قلمروی ایران شد و با سپاه شاهنشاهی ایران اشکانیان وارد جنگ شد و پس از شکست سنگین سپاهیان روم در نبرد حران به دست سورنا سردار نامی ایران، کشته شد و سرش را همراه سر پسرش به نزد شاهنشاه ایران فرستادند.

## رسیدن به شاهی
ارد دوم به همراه برادر بزرگتر خود مهرداد پدر خود فرهاد سوم را که شاه ایران بود، در سال ۵۷ یا ۵۸ پ. م مسموم کردند. پس از این کار، مهرداد که پسر بزرگتر بود به شاهی رسید، ولی سلطنت او بیش از سه یا چهار سال دوام نداشت. وی بسیار سخت‌گیر و بیرحم بود. از این رو بزرگان کشور و عامهٔ مردم بر او شوریدند و پس از مبارزاتی که بین او و ارد دوم درگرفت، ارد او را کنار زد و خود بر تخت شاهی نشست.

## نبرد حران
در عراق کنونی
نبرد حران (به لاتین: Carrhae) نخستین نبرد تمام عیار ایران و روم در زمان سلطنت ارد دوم به وقوع پیوست. در بهار سال ۵۴ پ. م کراسوس (Crassus) فرماندار رومی بخش شرقی روم، سپاه خود را برای حمله به ایران آراست و با چهل‌هزار سرباز راهی ایران شد. اَرتاوازد شاه ارمنستان در ملاقاتی با کراسوس به او وعده داد که شانزده‌هزار نیروی سواره در اختیار او قرار خواهد داد. او به کراسوس اطمینان داد که با این سواره نظام و پیاده نظام همراه او، رومیان از نظر کمی و کیفی برتر از سپاه ایران خواهند بود و ایرانیان را به آسانی شکست خواهند داد.
اُرد دوم پس از آگاهی یافتن از این خبر، برای کراسوس پیام فرستاد که آیا این نبرد به خواست دولت روم است یا خود او. کراسوس در پاسخ گفت که جواب او را در سلوکیه خواهد داد. پادشاه ارد در جواب نوشت: «اگر موی بر کف دست من بروید، شما هم سلوکیه را خواهید دید.»
کراسوس با سپاه بزرگ و ورزیدهٔ خود راهی بین‌النهرین شد. در این گیرودار، اُرد با پیاده نظام خود با شتاب فراوان وارد ارمنستان شد و مبادرت به آن کرد تا از رسیدن سواره نظام ارمنی به کراسوس جلوگیری کند. سپس سورنا سردار دلاور و رشید خود را با ده‌هزار سوار به نبرد با کراسوس فرستاد.
کراسوس چون خبردار شد که سپاه اشکانی در مشرق فرات است، تصمیم به تعقیب ایرانیان گرفت و در بیابان‌های شمال بین‌النهرین به دنبال دشمن وهمی و فراری با شتاب به سوی مشرق تاخت آورد و به حران رسید. سپاه روم در طول این پیشروی با مقاومت چندانی روبرو نشد، ولی بر اثر پیاده‌روی در بیابان‌های خشک فرسوده و گرسنه بود. افسران از کراسوس درخواست استراحت کردند، ولی او فرمان تعقیب داد. پس از استراحتی کوتاه و خوردن غذایی مختصر، رومیان به پیشروی ادامه دادند و به گروه کوچکی از سپاه اشکانی که دارای ساز و برگ نظامی کمی بود، برخورد کردند. آنان به خیال شکست دادن این سپاه بر سرعت خود افزودند. پس از زدوخوردی کوچک ناگهان نگهبانان فریاد برآوردند که اشکانیان آنها را در محاصره گرفته‌اند. شاهان محلی آسیایی که به اجبار و بیم در کنار رومیان بودند، با شنیدن این خبر با سواران خود گریختند. سواران پارتی وارد میدان کارزار شدند. نخست سواران سنگین اسلحهٔ اشکانی بر رومیان سبک اسلحه تاختند و آنان را به عقب راندند. سپس سواران سبک اسلحهٔ کماندار رومیان را به تیرباران گرفتند. تیرهای رومیان بر آنان کارگر نبود، زیرا کمان‌های اشکانی برد بیشتری نسبت به کمان‌های رومی داشتند و اشکانیان نیز در تیراندازی سرآمد بودند. رومیان تلفات زیادی دادند و پس از اینکه پسر کراسوس به دست اشکانیان کشته شد، عقب نشینی کردند.
رومیان در حال عقب نشینی چون با جغرافیای منطقه آشنا نبودند، پیاپی مورد حملهٔ اشکانیان واقع می‌شدند. سرانجام سورنا به رومیان پیشنهاد مذاکره کرد. کراسوس عازم ملاقات شد. در این میان رومیان دچار اختلاف شدند و در این گیرودار پیکاری درگرفت و کراسوس به دست ایرانیان کشته شد. سر او را به نشانهٔ پیروزی برای اُرد به ارمنستان فرستادند.
نبرد حران در تاریخ باستان اهمیت زیادی دارد، زیرا رومیان که خود را برتر از ایرانیان و فاتح می‌دانستند، با این شکست روحیه خود را از دست دادند.
کراسوس بسیار جاه طلب و پول‌پرست بود. پس از کشتنش، پادشاه ایران اعلام کرد که کراسوس را به خواسته‌اش خواهد رساند. پس دستور داد که جمجمه سر او را با طلای ذوب شده پر کنند.

## فتوحات در غرب آسیا
پس از پیروزی بر کراسوس اشکانیان به منظور تصرف سوریه دست به حمله در مغرب آسیا زدند. در آن زمان اوضاع داخلی روم نیز نابسامان بود و این خود امتیازی برای ایرانیان محسوب می شد. مردم غرب آسیا از اینکه در زیر یوغ رومیان بودند، ناراضی بودند و دست به قیام زدند و اشکانیان توانستند تا سال ۴۰ پیش از میلاد تقریباً سراسر آسیای غربی را به تصرف خود درآورند. ولی اشکانیان به دلیل ضعف سازمانی ارتش نتوانستند متصرفات گستردهٔ خود را برای مدت زیادی حفظ کنند. در سال ۳۸ پ. م. که پاکور یکم شاهزاده و ولیعهد اشکانی و فرماندهٔ سپاه مهاجم ایران در نبردی با رومیان کشته شد، مرزها دوباره به کنار رود فرات رسید.

## پایان زندگی اُرُد
ارد دوم مدتی پس از پایان نبردهای ایرانیان در غرب آسیا و به خاطر کشته شدن پسرش پاکور از سلطنت بیزار شد و مقام شاهی را به پسر دیگرش فرهاد چهارم واگذار کرد. فرهاد پس از رسیدن به شاهی همهٔ برادران خود را کُشت. ارد دوم که هنوز در قید حیات بود، او را به خاطر این کار مورد سرزنش و نکوهش قرار داد. فرهاد هم پدر خود را به خاطر این ملامت در سال ۳۷ پ. م. به قتل رساند.

## سکه شناسی

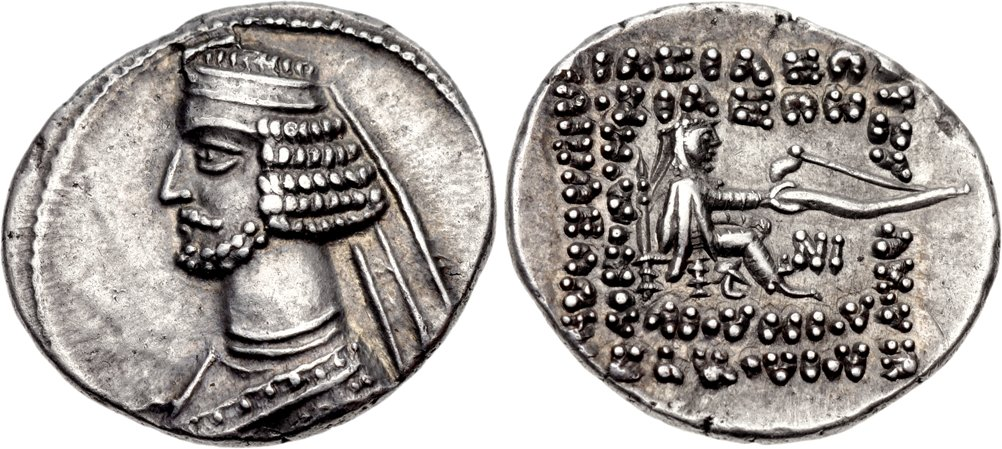
سکه ارد دوم با تصویر کماندار (ارشک یکم) در پشت آن

ضرب سکه در زمان حکمرانی ارد دوم تا حد زیادی بدون تغییر باقی ماند. روی سکه ها او را با موهای کوتاه و ریش به همراه سبیل نشان می دهد. به گفته وستا سرخوش کورتیس، مورخ معاصر، این چهره بسیار شبیه تندیس اشکانی است که در روستای شمی کشف شده است و در حال حاضر در موزه ملی ایران در تهران نگهداری می شود. در پشت سکه کماندار نشسته ای حک شده که کلاهی نرم (باشلیق) بر سر دارد و بر تخت نشسته است. کورتیس به شباهت نزدیک آن به تخت پادشاهان هخامنشی اشاره می کند که بر روی نقش برجسته های سنگی تخت جمشید به تصویر کشیده شده است.

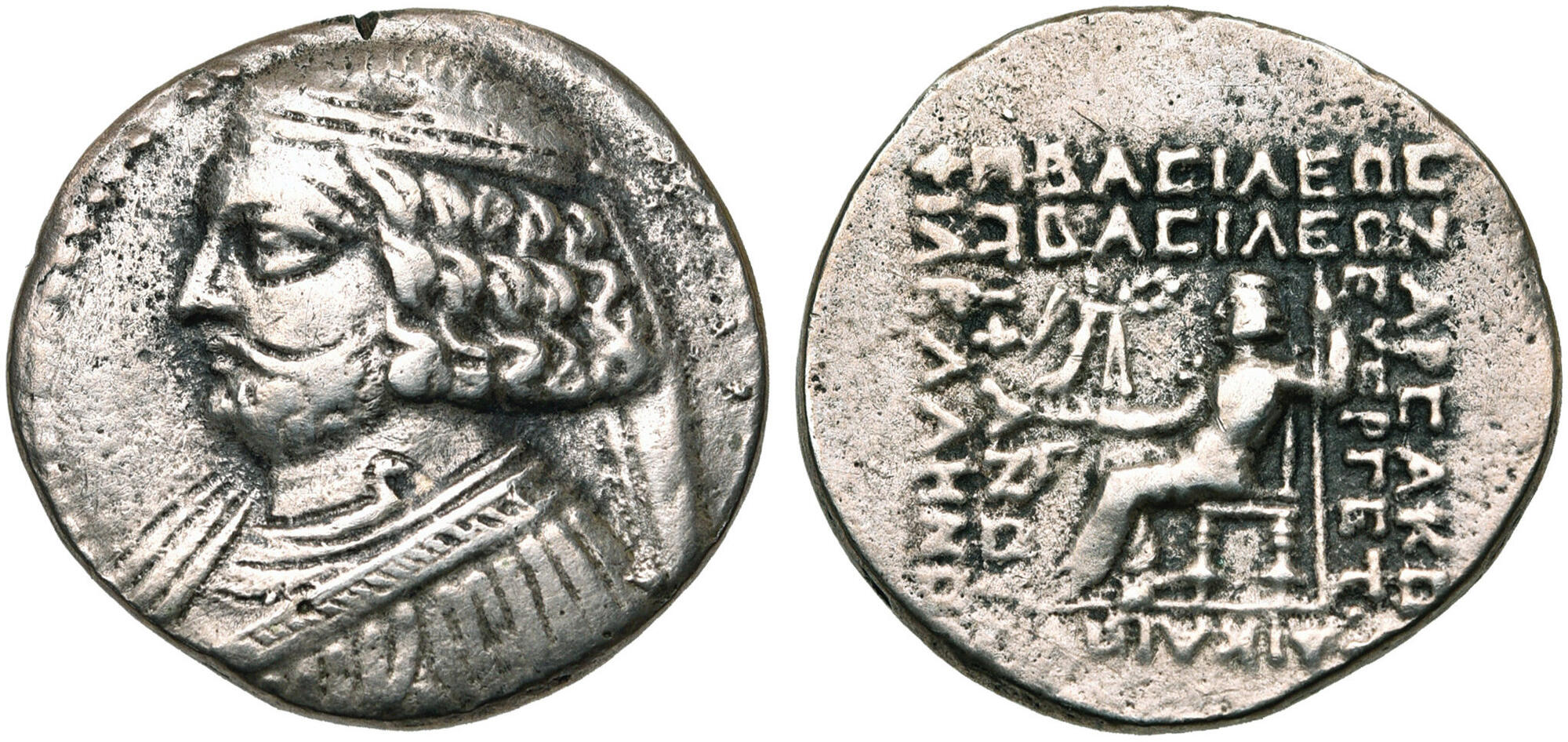
سکه چهار درهمی ارد دوم با تصویر اعطای نشان توسط توخه (ضرب سلوکیه)

اما در پشت برخی سکه‌های او که کمیاب هستند، صحنه‌ای از «اعطای نشان» به تصویر کشیده شده که در آن که ارد در حال دریافت دست افزار توخه -الهه یونانی- است. در عصر اشکانی، ایرانیان از شمایل نگاری هلنیستی برای به تصویر کشیدن چهره های معنوی خود استفاده می کردند، بنابراین صحنه اعطای نشان را می توان با فر اوستایی، یعنی شکوه پادشاهی، مرتبط کرد. به گفته مورخ معاصر، خداداد رضاخانی، این تصویر ممکن است به دلیل افزایش اقتدار ارد پس از نبرد حران در سال ۵۳ قبل از میلاد باشد.
در زمان ارد و پسرش فرهاد چهارم، تولید سکه به اوج خود رسید و تنها فرمانروای اشکانی که به تعداد مشابه سکه ضرب نموده، مهرداد دوم (۱۲۴-۸۸ ق.م) بود.
مانند بقیه پادشاهان اشکانی، ارد از عنوان ارشک در ضرب سکه خود استفاده کرد که نام اولین فرمانروای اشکانی ارشک اول (حکمرانی. ۲۴۷ - ۲۱۷ ق.) است و به تحسین از دستاوردهای او پرداخته است.